# فرانک دلانی
فرانک دلانی (انگلیسی: Frank Delaney; ۲۴ اکتبر ۱۹۴۲ – ۲۱ فوریهٔ ۲۰۱۷) رمان‌نویس، روزنامه‌نگار و گوینده اهل جمهوری ایرلند بود.
او از نویسندگان روزنامه نیویورک تایمز بود.